# Upton, Massachusetts
Upton är en ort i Worcester County, Massachusetts i delstaten Massachusetts, USA.